# Myriam Aziza
Myriam Aziza (29 de julio de 1971 en Perpiñán) es una directora y guionista francesa.

## Biografía
Después de breves estudios en matemáticas, Myriam Aziza se unió al Departamento de Producción, promoción de 1995, de La Femis. Allí dirigió tres cortometrajes, Sauf le Vendredi, Méprises y Comme on respire, que obtuvo premios en numerosos festivales. Después de dejar la escuela, se dedicó a hacer documentales. Codirigió con Sophie Bredier dos documentales en torno a la identidad, Nos traces silencieuses en 1998, seleccionado en el Festival de Cine de Berlín (Forum), estrenado en cines en 2000 y Séparées en 2001 para Arte (programación ACID en el Festival de Cine de Cannes 2001).
Compaginando con dos cortometrajes, Le Pourboire (2000) y L'âge de raison (2004) – y el rodaje en 2007 de un tercer documental, L'An prochain à Jérusalem seleccionado en el festival de Locarno, Myriam Aziza se dedicó, junto a Sophie Bredier, a escribir su primer largometraje, La Robe du soir. Tras este primer largometraje estrenado en cines en 2010, dirigió su segundo largometraje Les Goûts et les Couleurs para Netflix (junio de 2018), que aborda bajo el prisma de la comedia los temas ya abordados en sus otras películas como la identidad sexual, judaísmo y familia.

## Filmografía

### Largometrajes
- 2010: La Robe du soir[4]
- 2018: Les Goûts et les Couleurs

### Documentales
- 1998: Nos traces silencieuses[5]
- 2001: Séparées[6]
- 2007: L'An prochain à Jérusalem[7]

### Cortometraje
- 1993: Sauf le vendredi
- 1994: Méprises
- 1995: Comme on respire
- 2000: Le Pourboire ou la pitié
- 2004: L'Âge de raison[8]

## Premios
- Festival de Entrevues de Belfort 1998: Premio del Jurado al Documental por Nos traces silencieuses.
- Festival de San Francisco 2000: Premio Documental en Primera Persona por Nos traces silencieuses
- Festival de Cine Real 2001: Premio Louis Marcorelles de Separados
- Festival du cinéma méditerranéen de Montpellier 2004: Premio de la Fundación Beaumarchais a La edad de la razón
- Festival Entrevues de Belfort 2007: Mención Especial del Jurado para el L'An prochain à Jérusalen.
- Festival Internacional de Cine de Mujeres de Salé (Marruecos) 2010: Premio Especial del Jurado por La Robe du soir.
- Filadelfia QFest 2010: Premio primera película de cine para La Robe du soir.